# HD74190
HD74190 — хімічно пекулярна зоря спектрального класу A4, що має видиму зоряну величину в смузі V приблизно  6,5.
Вона  розташована на відстані близько 379,3 світлових років від Сонця.

## Фізичні характеристики
Зоря HD74190 обертається 
досить швидко 
навколо своєї осі. Проєкція її екваторіальної швидкості на промінь зору становить  Vsin(i)= 68км/сек.